# Torneos de verano de fútbol en Uruguay
Se disputan anualmente en Uruguay torneos de verano desde el verano del año 2004, y son competiciones de carácter amistoso salvo contadas excepciones, utilizadas como parte de la pretemporada. La mayoría de las diferentes competiciones que se han realizado desde ese año tienen como protagonistas a Nacional y Peñarol, los dos equipos más importantes de Uruguay. Sus número de participantes varía mayoritariamente entre 2 o 4 equipos.
Para la pretemporada 2012, se organizó el Torneo Preparación, el cual contó con la totalidad de los equipos de Primera División. Esta fue la primera copa organizada en Uruguay que abarcó a toda la divisional, y no volvió a disputarse. El equipo campeón, River Plate, disputó una segunda copa (denominada Copa Integración ante la selección departamental de Colonia, campeona de la Copa Nacional de Selecciones del Interior de OFI), la cual también conquistó. Además, los ocho equipos que perdieron el Torneo Preparación en la primera instancia (octavos de final) disputaron la Copa de Honor, ganada por Danubio.

## Sistema de competición
El sistema de competición de los torneos de verano en Uruguay es el de eliminatorias directas a un partido, que se juegan en una o dos fechas en la mayoría de los casos dependiendo si participan 2 o 4 equipos. En el primero de los casos, solo se disputa la final o el único encuentro de la copa. En caso de ser 4 participantes, la copa se disputa en dos fechas, disputándose en la primera las dos semifinales y en la segunda también se juegan dos partidos (el encuentro por el tercer puesto entre los dos perdedores de la fase previa y la final entre los ganadores).
En la Copa Ricard 2008 participaron 6 equipos que se dividieron en 2 grupos de 3 equipos cada uno, enfrentándose luego los ganadores de cada grupo en la final, y los segundos de cada grupo en el partido por el tercer puesto.

## Lista de torneos de verano por año
| Año  | Nombre del torneo    | Ciudad      | Campeón                                                                             | Segundo                                                                             | Tercer lugar                                                                        | Cuarto lugar                                                                        |
| ---- | -------------------- | ----------- | ----------------------------------------------------------------------------------- | ----------------------------------------------------------------------------------- | ----------------------------------------------------------------------------------- | ----------------------------------------------------------------------------------- |
| 1953 | Copa Montevideo      | Montevideo  | Nacional                                                                            | Botafogo                                                                            | Peñarol                                                                             | First Vienna                                                                        |
| 1954 | Copa Montevideo      | Montevideo  | Peñarol                                                                             | Nacional                                                                            | Fluminense                                                                          | Alianza Lima                                                                        |
| 1969 | Copa Montevideo      | Montevideo  | Nacional                                                                            | Slovan Bratislava                                                                   | Vélez Sarsfield                                                                     | Peñarol                                                                             |
| 1970 | Copa Montevideo      | Montevideo  | Nacional                                                                            | Peñarol                                                                             | San Lorenzo                                                                         | Corinthians                                                                         |
| 1971 | Copa Montevideo      | Montevideo  | Peñarol                                                                             | Nacional                                                                            | San Lorenzo                                                                         | Cruzeiro                                                                            |
| 2004 | Copa Conrad          | Maldonado   | Peñarol                                                                             | Huracán                                                                             | Nacional                                                                            | Universidad Católica                                                                |
| 2004 | Copa Uruguay Natural | Paysandú    | Nacional                                                                            | Salto                                                                               | Peñarol                                                                             | Paysandú F.C.                                                                       |
| 2004 | Copa Ciudad de Salto | Salto       | Cerro                                                                               | Paysandú F.C.                                                                       | Wanderers                                                                           | Salto                                                                               |
| 2005 | Copa Conrad          | Maldonado   | Nacional                                                                            | Cerro Porteño                                                                       | Vélez Sársfield                                                                     | Peñarol                                                                             |
| 2006 | Copa Ricard          | Maldonado   | Nacional                                                                            | Dorados de Sinaloa                                                                  | Peñarol                                                                             | Rocha                                                                               |
| 2006 | Copa Master Card     | Montevideo  | Se disputaron dos ediciones de la Copa Master Card, ganadas por Nacional y Peñarol. | Se disputaron dos ediciones de la Copa Master Card, ganadas por Nacional y Peñarol. | Se disputaron dos ediciones de la Copa Master Card, ganadas por Nacional y Peñarol. | Se disputaron dos ediciones de la Copa Master Card, ganadas por Nacional y Peñarol. |
| 2007 | Copa Ricard          | Montevideo  | Danubio                                                                             | Peñarol                                                                             | Dep. Saprissa                                                                       | Nacional                                                                            |
| 2008 | Copa Ricard          | Montevideo  | Nacional                                                                            | Dep. Saprissa                                                                       | Peñarol                                                                             | Defensor Sporting                                                                   |
| 2008 | Copa Suat            | Montevideo  | Nacional                                                                            | Univ. San Martín                                                                    | Peñarol                                                                             | Tacuary                                                                             |
| 2009 | Copa Bimbo           | Montevideo  | Cruzeiro                                                                            | Nacional                                                                            | Atlético Mineiro                                                                    | Peñarol                                                                             |
| 2009 | Copa Buquebus        | Maldonado   | Atenas de San Carlos                                                                | River Plate                                                                         | Juventud y Tacuary                                                                  | Juventud y Tacuary                                                                  |
| 2010 | Copa Bimbo           | Montevideo  | Nacional                                                                            | Danubio                                                                             | Nacional (P)                                                                        | Peñarol                                                                             |
| 2011 | Copa Bimbo           | Montevideo  | Nacional                                                                            | Libertad                                                                            | Peñarol                                                                             | Vélez Sarsfield                                                                     |
| 2011 | Copa Antel           | Montevideo  | Peñarol                                                                             | Nacional                                                                            | Nacional                                                                            | Nacional                                                                            |
| 2012 | Copa Bimbo           | Montevideo  | Peñarol                                                                             | Palestino                                                                           | Nacional                                                                            | Univ. San Martín                                                                    |
| 2012 | Copa Suat            | Montevideo  | Defensor Sporting                                                                   | Unión de Santa Fe                                                                   | Danubio y Tacuary                                                                   | Danubio y Tacuary                                                                   |
| 2012 | Copa Antel           | Montevideo  | Olimpia                                                                             | Nacional                                                                            | Peñarol y Libertad                                                                  | Peñarol y Libertad                                                                  |
| 2013 | Copa Bimbo           | Montevideo  | Torneo inconcluso.                                                                  | Torneo inconcluso.                                                                  | Torneo inconcluso.                                                                  | Torneo inconcluso.                                                                  |
| 2013 | Copa UPM             | Fray Bentos | Deportivo Español                                                                   | Danubio                                                                             | Chacarita Juniors                                                                   | Defensor Sporting                                                                   |
| 2013 | Copa Integración     | Maldonado   | Cerro Porteño                                                                       | River Plate                                                                         | Liverpool                                                                           | Vélez Sársfield                                                                     |
| 2013 | Copa Antel           | Varios      | Se entregaron copas por partidos individuales.                                      | Se entregaron copas por partidos individuales.                                      | Se entregaron copas por partidos individuales.                                      | Se entregaron copas por partidos individuales.                                      |
| 2013 | Copa Samsung         | Montevideo  | Se disputaron dos ediciones de la Copa Samsung, ganadas por Nacional y Peñarol.     | Se disputaron dos ediciones de la Copa Samsung, ganadas por Nacional y Peñarol.     | Se disputaron dos ediciones de la Copa Samsung, ganadas por Nacional y Peñarol.     | Se disputaron dos ediciones de la Copa Samsung, ganadas por Nacional y Peñarol.     |
| 2014 | Copa Bandes          | Montevideo  | Nacional                                                                            | Sporting Cristal                                                                    | Peñarol                                                                             | Vélez Sársfield                                                                     |
| 2014 | Copa Suat            | Montevideo  | Danubio                                                                             | Emelec                                                                              | Vélez Sarsfield                                                                     | Defensor Sporting                                                                   |
| 2014 | Copa Antel           | Montevideo  | Nacional                                                                            | Atlético Rafaela                                                                    | Olimpia                                                                             | Peñarol                                                                             |
| 2014 | Copa del Este        | Maldonado   | Deportivo Maldonado                                                                 | Cerro Largo                                                                         | Atenas de San Carlos                                                                | Rocha                                                                               |
| 2015 | Copa Suat            | Montevideo  | Racing                                                                              | Defensor Sporting                                                                   | Atlético Rafaela                                                                    | Danubio                                                                             |
| 2015 | Copa Bandes          | Montevideo  | Nacional                                                                            | Universitario                                                                       | Peñarol                                                                             | River Plate                                                                         |
| 2015 | Copa Antel           | Montevideo  | Nacional                                                                            | Sportivo Luqueño                                                                    | Nacional                                                                            | Peñarol                                                                             |
| 2015 | Copa del Este        | Rocha       | Cerro Largo                                                                         | Rocha                                                                               | Atenas de San Carlos                                                                | Deportivo Maldonado                                                                 |
| 2016 | Copa Suat            | Montevideo  | Danubio                                                                             | River Plate                                                                         | Defensor Sporting                                                                   | Argentinos Juniors                                                                  |
| 2016 | Copa Bandes          | Montevideo  | Peñarol                                                                             | Cerro Porteño                                                                       | Nacional                                                                            | Banfield                                                                            |
| 2016 | Copa Antel           | Montevideo  | Nacional                                                                            | Palmeiras                                                                           | Peñarol                                                                             | Libertad                                                                            |
| 2016 | Copa del Este        | Rocha       | Atenas de San Carlos                                                                | Deportivo Maldonado                                                                 | Rocha                                                                               | Cerro Largo                                                                         |
| 2018 | Copa Antel           | Montevideo  | Peñarol                                                                             | Nacional                                                                            |                                                                                     |                                                                                     |
| 2019 | Copa Antel           | Montevideo  | Barcelona                                                                           | Peñarol                                                                             | Nacional                                                                            | Universidad César Vallejo                                                           |
| 2020 | Copa Desafío         | Maldonado   | Nacional                                                                            | River Plate                                                                         |                                                                                     |                                                                                     |

## Palmarés

### Títulos y participaciones por equipo
| Equipo                 | Campeón | Subcampeón | Tercero | Cuarto |
| ---------------------- | --- | --- | --- | --- |
| Nacional               | 18 (Copa Montevideo 1953, Copa Montevideo 1969, Copa Montevideo 1970, Copa Uruguay Natural 2004, Copa Conrad 2005, Copa Ricard 2006, Copa Master Card 2006-2, Copa Ricard 2008, Copa Suat 2008, Copa Bimbo 2010, Copa Bimbo 2011, Copa Samsung 2013-2, Copa Antel 2013-II, Copa Bandes 2014, Copa Antel 2014, Copa Bandes 2015, Copa Antel 2015, Copa Desafío 2020) | 6 (Copa Montevideo 1954, Copa Montevideo 1971, Copa Bimbo 2009, Copa Antel 2011, Copa Antel 2012, Copa Antel 2013-4) | 2 (Copa Conrad 2004, Copa Bimbo 2012) | 1 (Copa Ricard 2007)                                                                                           |
| Peñarol                | 7 (Copa Montevideo 1954, Copa Montevideo 1971, Copa Conrad 2004, Copa Master Card 2006-1, Copa Antel 2011, Copa Bimbo 2012, Copa Samsung 2013-1) | 5 (Copa Montevideo 1970, Copa Ricard 2007, Copa Antel 2013-1, Copa Antel 2013-3, Torneo Preparación 2012)            | 9 (Copa Montevideo 1953, Copa Uruguay Natural 2004, Copa Ricard 2006, Copa Ricard 2008, Copa Suat 2008, Copa Bimbo 2011, Copa Antel 2012, Copa Bandes 2014, Copa Bandes 2015) | 6 (Copa Montevideo 1969, Copa Conrad 2005, Copa Bimbo 2009, Copa Bimbo 2010, Copa Antel 2014, Copa Antel 2015) |
| Danubio                | 2 (Copa Ricard 2007, Copa Suat 2014) | 2 (Copa Bimbo 2010, Copa UPM 2013)                                                                                   | 2 (Copa Suat 2012, Copa Suat 2015) | |
| River Plate            | 2 (Torneo Preparación 2012, Copa Integración 2012) | 2 (Copa Buquebus 2009), Copa Integración 2013)                                                                       | | |
| Sporting Cristal       | 2 (Copa Antel 2013-I, Copa Antel 2013-IIII) | 1 (Copa Bandes 2014)                                                                                                 | | |
| Atenas                 | 2 (Copa Buquebus 2009, Copa del Este 2016) | | | |
| Defensor Sporting      | 1 (Copa Suat 2012) | 1 (Copa Suat 2015)                                                                                                   | | 2 (Copa Ricard 2008, Copa UPM 2013, Copa Suat 2014)                                                            |
| Cerro Porteño          | 1 (Copa Integración 2013) | 1 (Copa Conrad 2005)                                                                                                 | | |
| Guaraní                | 1 (Copa Antel 2013-III) | 1 (Copa Antel 2013-II)                                                                                               | | |
| Olimpia                | 1 (Copa Antel 2012) | | 1 (Copa Antel 2014) | |
| Cruzeiro               | 1 (Copa Bimbo 2009) | | | 1 (Copa Montevideo 1971)                                                                                       |
| Cerro                  | 1 (Copa Ciudad de Salto 2004) | | | |
| Deportivo Español      | 1 (Copa UPM 2013) | | | |
| Racing                 | 1 (Copa Suat 2015) | | | |
| Libertad               | | 2 (Copa Bimbo 2011, Copa Samsung 2013-1)                                                                             | 1 (Copa Antel 2012) | |
| Flamengo               | | 2 (Copa Master Card 2006-I, Copa Master Card 2006-II)                                                                | | |
| Deportivo Saprissa     | | 1 (Copa Ricard 2008)                                                                                                 | 1 (Copa Ricard 2007) | |
| Atlético de Rafaela    | | 1 (Copa Antel 2014)                                                                                                  | 1 (Copa Suat 2015) | |
| Salto                  | | 1 (Copa Uruguay Natural 2004)                                                                                        | | 1 (Copa Ciudad de Salto 2004)                                                                                  |
| Paysandú               | | 1 (Copa Ciudad de Salto 2004)                                                                                        | | 1 (Copa Uruguay Natural 2004)                                                                                  |
| Universidad San Martín | | 1 (Copa Suat 2008)                                                                                                   | | 1 (Copa Bimbo 2012)                                                                                            |
| Botafogo               | | 1 (Copa Montevideo 1953)                                                                                             | | |
| Slovan Bratislava      | | 1 (Copa Montevideo 1969)                                                                                             | | |
| Huracán                | | 1 (Copa Conrad 2004)                                                                                                 | | |
| Dorados                | | 1 (Copa Ricard 2006)                                                                                                 | | |
| Unión                  | | 1 (Copa Suat 2012)                                                                                                   | | |
| Palestino              | | 1 (Copa Bimbo 2012)                                                                                                  | | |
| Selección de Colonia   | | 1 (Copa Integración 2012)                                                                                            | | |
| Fénix                  | | 1 (Torneo de Honor 2012)                                                                                             | | |
| Argentinos Juniors     | | 1 (Copa Samsung 2013-2)                                                                                              | | |
| Emelec                 | | 1 (Copa Suat 2014)                                                                                                   | | |
| Sportivo Luqueño       | | 1 (Copa Antel 2015)                                                                                                  | | |
| Universitario          | | 1 (Copa Bandes 2015)                                                                                                 | | |
| San Lorenzo            | | | 2 (Copa Montevideo 1970, Copa Montevideo 1971) | |
| Nacional (P)           | | | 2 (Copa Bimbo 2010, Copa Antel 2015) | |
| Vélez Sarsfield        | | | 1 (Copa Conrad 2005, Copa Suat 2014) | 3 (Copa Bimbo 2011, Copa Integración 2013, Copa Bandes 2014)                                                   |
| Tacuary                | | | 1 (Copa Suat 2012) | 1 (Copa Suat 2008)                                                                                             |
| Fluminense             | | | 1 (Copa Montevideo 1954) | |
| Montevideo Wanderers   | | | 1 (Copa Ciudad de Salto 2004) | |
| Atlético Mineiro       | | | 1 (Copa Bimbo 2009) | |
| Chacarita Juniors      | | | 1 (Copa UPM 2013) | |
| Liverpool              | | | 1 (Copa Integración 2013) | |
| First Vienna           | | | | 1 (Copa Montevideo 1953)                                                                                       |
| Alianza Lima           | | | | 1 (Copa Montevideo 1954)                                                                                       |
| Corinthians            | | | | 1 (Copa Montevideo 1970)                                                                                       |
| Universidad Católica   | | | | 1 (Copa Conrad 2004)                                                                                           |
| Rocha                  | | | | 1 (Copa Ricard 2006)                                                                                           |
| River Plate            | | | | 1 (Copa Bandes 2015)                                                                                           |

## Listado de clásicos disputados
En general, este tipo de torneos de verano contiene un clásico entre Nacional y Peñarol digitado en el fixture del campeonato, de modo de generar un mayor atractivo en recaudación por venta de entradas y de índice de audiencia televisivo para observar los partidos por televisión. Salvo contadas excepciones, todos estos partidos llevan un ganador, ya sea en los 90 minutos, o en tanda de penales en caso de que hayan empatado. El siguiente listado es un compendio de todos los clásicos disputados en estos torneos de verano.
| Año  | Torneo               | Ciudad     | Equipo ganador | Equipo perdedor | Resultado | Goleadores                                                                |
| ---- | -------------------- | ---------- | -------------- | --------------- | --------- | ------------------------------------------------------------------------- |
| 1953 | Copa Montevideo      | Montevideo | Nacional       | Peñarol         | 2-1       |                                                                           |
| 1954 | Copa Montevideo      | Montevideo | Peñarol        | Nacional        | 2-0       |                                                                           |
| 1969 | Copa Montevideo      | Montevideo | Nacional       | Peñarol         | 3-1       |                                                                           |
| 1970 | Copa Montevideo      | Montevideo | empate         | empate          | 2-2       |                                                                           |
| 1971 | Copa Montevideo      | Montevideo | Peñarol        | Nacional        | 2-0       |                                                                           |
| 2004 | Copa Conrad          | Maldonado  | Peñarol        | Nacional        | 1-0       | Bueno                                                                     |
| 2004 | Copa Uruguay Natural | Paysandú   | Nacional       | Peñarol         | 3-0       | F. Raríz, C. Rodríguez (e/c) y Medina                                     |
| 2005 | Copa Conrad          | Maldonado  | Nacional       | Peñarol         | 1-1 (5-4) | Abreu - Pizzichillo                                                       |
| 2006 | Copa Ricard          | Maldonado  | Nacional       | Peñarol         | 1-0       | Vázquez                                                                   |
| 2007 | Copa Ricard          | Montevideo | Peñarol        | Nacional        | 0-0 (5-4) |                                                                           |
| 2008 | Copa Ricard          | Montevideo | Nacional       | Peñarol         | 3-0       | Ligüera (p), Chengue Morales y Fornaroli                                  |
| 2008 | Copa Suat            | Montevideo | Nacional       | Peñarol         | 2-1       | Fornaroli (2) - F. Correa                                                 |
| 2009 | Copa Bimbo           | Montevideo | Nacional       | Peñarol         | 2-1       | Blanco (p) y A. Romero - Bueno                                            |
| 2010 | Copa Bimbo           | Montevideo | Nacional       | Peñarol         | 0-0 (6-5) |                                                                           |
| 2011 | Copa Bimbo           | Montevideo | Nacional       | Peñarol         | 2-2 (5-3) | R. Porta y Coates - Martinuccio y G. Alcoba                               |
| 2011 | Copa Antel           | Montevideo | Peñarol        | Nacional        | 2-1       | J.M. Olivera y Mier - Cortelezzi                                          |
| 2012 | Copa Bimbo           | Montevideo | Peñarol        | Nacional        | 1-1 (7-6) | Cristóforo - Boghossián (p)                                               |
| 2012 | Copa Antel           | Montevideo | Nacional       | Peñarol         | 1-0       | Jadson Viera                                                              |
| 2013 | Copa Bimbo           | Montevideo | Peñarol        | Nacional        | 1-0       | Zalayeta                                                                  |
| 2014 | Copa Bandes          | Montevideo | Nacional       | Peñarol         | 0-0 (4-3) |                                                                           |
| 2014 | Copa Antel           | Montevideo | Nacional       | Peñarol         | 1-0       | Iván Alonso                                                               |
| 2015 | Copa Bandes          | Montevideo | Nacional       | Peñarol         | 1-0       | Carlos de Pena                                                            |
| 2015 | Copa Antel           | Montevideo | Nacional       | Peñarol         | 3-0       | Gonzalo Ramos, Álvaro Recoba, Santiago Romero                             |
| 2016 | Copa Bandes          | Montevideo | Peñarol        | Nacional        | 1-1 (4-2) | Leandro Barcia - Rodrigo Viega                                            |
| 2016 | Copa Antel           | Montevideo | Nacional       | Peñarol         | 3-1       | Sebastián Fernández, Santiago Romero y Nicolás López - Jorge Fucile (e/c) |

### Resumen de clásicos
Clásicos disputados: 25

Ganados por Nacional: 16 (incluye penales)

Ganados por Peñarol: 8 (incluye penales)

Triunfo en cancha de Nacional: 12

Triunfo en cancha de Peñarol: 5

Empates: 8

Goles de Nacional: 33

Goles de Peñarol: 19

## Otros clásicos disputados
Además del clásico principal del Uruguay, también se han disputado otros tipos de clásicos, en especial el clásico entre Defensor y Danubio; en campeonatos de formato similar al que juegan los grandes, con "clásico" preestablecido. También se jugó el clásico de Belo Horizonte en una oportunidad.

### Danubio vs Defensor Sporting
| Año  | Torneo    | Ciudad      | Equipo ganador    | Equipo perdedor   | Resultado | Goleadores                              |
| ---- | --------- | ----------- | ----------------- | ----------------- | --------- | --------------------------------------- |
| 2012 | Copa Suat | Montevideo  | Defensor Sporting | Danubio           | 3-1       | Alemán, Nico Olivera y Callorda - Mello |
| 2013 | Copa UPM  | Fray Bentos | Danubio           | Defensor Sporting | 1-1 (5-3) | Carboni - Damián Luna                   |
| 2014 | Copa Suat | Montevideo  | Danubio           | Defensor Sporting | 2-0       | Mayada y Fornaroli                      |
| 2015 | Copa Suat | Montevideo  | Defensor Sporting | Danubio           | 0-0 (5-4) |                                         |
| 2016 | Copa Suat | Montevideo  | Danubio           | Defensor Sporting | 1-0       | Graví                                   |

### Otros
| Año  | Torneo     | Ciudad     | Equipo ganador | Equipo perdedor  | Resultado | Goleadores                                                    |
| ---- | ---------- | ---------- | -------------- | ---------------- | --------- | ------------------------------------------------------------- |
| 2009 | Copa Bimbo | Montevideo | Cruzeiro       | Atlético Mineiro | 4-2       | Renán, Fernandinho (p), Ramires y Soares - Diego Tardelli (2) |

## Cobertura Televisiva
Los derechos televisivos de los Torneos de Verano del Fútbol Uruguayo los tiene la empresa Tenfield y todos los partidos se emiten por VTV. También se emiten en vivo, pero por VTV +.